# ديدريش شبيكمان
ديدريش شبيكمان (بالألمانية: Diedrich Speckmann) 
(12 فبراير 1872، هرمانسبورج - 28 مايو 1938، فيشرهوده) كاتب وروائي ألماني، اشتهر برواياته التي عرفت بـ «روايات الهايده» (بالألمانية: Heideromane).

## حياته
نشأ ديدريش شبيكمان في مودن، ودرس اللاهوت في جامعات توبنغن ولايبزغ وإرلنغن وغوتينغن، وعمل بعد إنهاء دراسته قسيسًا في فوربسفيده، ثم تفرغ للكتابة وأقام في مدينة فيشرهوده.

## إنتاجه
تتميز رواياته بلغتها البسيطة، وتدور حول الطبيعة والبشر في ولاية ساكسونيا السفلى، وخاصة في منطقة الهايده، والتي اشتهرت بها رواياته حتى سميت بروايات هايده.

## من أعماله
- مذكرات الحرب
- عودة هايديير إلى الوطن 1906
- الباب الذهبي 1907
- الإخوة روزنبروك 1911
- الجزر الخضراء 1932
- سحب وشمس 1924
- إيلر فيتكوبف وسره 1935